# Sportgemeinschaft 09 Wattenscheid 2022-2023
Questa voce raccoglie le informazioni riguardanti la Sportgemeinschaft 09 Wattenscheid nelle competizioni ufficiali della stagione 2022-2023.

## Stagione
Nella stagione 2022-2023 il Wattenscheid, allenato da Christian Britscho, concluse il campionato di Regionalliga al 17º posto e fu retrocesso in Oberliga.

## Rosa
| N. |                        | Ruolo | Calciatore        |
| -- | ---------------------- | ----- | ----------------- |
| 1  | Germania (bandiera)    | P     | Bruno Staudt      |
| 3  | Germania (bandiera)    | D     | Tim Brdaric       |
| 4  | Germania (bandiera)    | D     | Norman Jakubowski |
| 5  | Germania (bandiera)    | C     | Ensar Candag      |
| 6  | Germania (bandiera)    | C     | Tom Sindermann    |
| 7  | Gambia (bandiera)      | C     | Omar Jessey       |
| 8  | Germania (bandiera)    | C     | Nico Lucas        |
| 9  | Germania (bandiera)    | A     | Felix Casalino    |
| 10 | Germania (bandiera)    | C     | Berkant Canbulut  |
| 11 | Germania (bandiera)    | C     | Julian Meier      |
| 13 | Stati Uniti (bandiera) | P     | Jacob Lazarus     |
| 14 | Germania (bandiera)    | C     | Mike Lewicki      |
| 15 | Turchia (bandiera)     | D     | Burak Yerlı       |
| 17 | Germania (bandiera)    | D     | Eduard Renke      |
| 19 | Germania (bandiera)    | C     | Simon Roscher     |
| 21 | Germania (bandiera)    | A     | Abid Yanik        |
| 22 | Germania (bandiera)    | C     | Tim Kaminski      |

| N. |                     | Ruolo | Calciatore          |
| -- | ------------------- | ----- | ------------------- |
| 23 | Germania (bandiera) | C     | Kim Sané            |
| 24 | Germania (bandiera) | D     | Frederik Wiebel     |
| 26 | Germania (bandiera) | C     | Steve Tunga         |
| 27 | Germania (bandiera) | D     | Phil Britscho       |
| 28 | Germania (bandiera) | D     | Moritz Hinnenkamp   |
| 29 | Germania (bandiera) | D     | Jeffrey Malcherek   |
| 30 | Germania (bandiera) | A     | Timur Kesim         |
| 31 | Germania (bandiera) | P     | Kilian Neufeld      |
| 32 | Germania (bandiera) | D     | Marvin Schurig      |
| 33 | Germania (bandiera) | D     | Timm Esser          |
| 34 | Germania (bandiera) | A     | Umut Yildiz         |
| 40 | Germania (bandiera) | A     | Dennis Knabe-Lerche |
| 41 | Giappone (bandiera) | P     | Seiya Ihara         |
| 44 | Germania (bandiera) | P     | Philipp Kunz        |
| 77 | Germania (bandiera) | A     | Emre Yeşilova       |
| 98 | Germania (bandiera) | C     | Marco Cirillo       |

## Organigramma societario
Area tecnica
- Allenatore: Christian Britscho
- Allenatore in seconda: Timo Janczak, Dirk Paul, Alexander Schreier
- Preparatore dei portieri: Ralf Brand, Lukas Fronczyk
- Preparatori atletici:
- Analisi video: Alexander Schreier

## Calciomercato

### Sessione estiva
| Acquisti | Acquisti          | Acquisti            | Acquisti |
| R.       | Nome              | da                  | Modalità |
| -------- | ----------------- | ------------------- | -------- |
| P        | Daniel Dudek      | Kray                |          |
| C        | Julian Meier      | Homberg             |          |
| A        | Timur Kesim       | Rot-Weiss Essen     |          |
| D        | Moritz Hinnenkamp | Meppen              |          |
| C        | Niko Bosnjak      | Kray                |          |
| C        | Ensar Candag      | Wattenscheid 09 U19 |          |
| C        | Mohamed Cissé     | Schwarz-Weiß Essen  |          |
| C        | Omar Jessey       | YEG Hassel          |          |
| A        | Calvin Küper      | SpVg Schonnebeck    |          |
| D        | Kian Ličina       | RW Oberhausen U19   |          |
| D        | Eduard Renke      | Sprockhövel         |          |

| Cessioni | Cessioni          | Cessioni         | Cessioni |
| R.       | Nome              | a                | Modalità |
| -------- | ----------------- | ---------------- | -------- |
| P        | Tobias Müller     | Amburgo III      |          |
| A        | Calvin Küper      | SpVg Schonnebeck |          |
| D        | Agon Arifi        | Sprockhövel      |          |
| D        | Tim Forsmann      | Erkenschwick     |          |
| P        | Tolunay Isik      | Mülheimer FC 97  |          |
| C        | Özgür Köse        | Dynamo Schwerin  |          |
| A        | Eugene Ofosu-Ayeh | Kray             |          |
| A        | Mike Osenberg     | Cronenberger SC  |          |
| C        | Fabian Samland    | DJK Wattenscheid |          |

### Sessione invernale
| Acquisti | Acquisti      | Acquisti        | Acquisti |
| R.       | Nome          | da              | Modalità |
| -------- | ------------- | --------------- | -------- |
| C        | Simon Roscher | Rot-Weiß Erfurt |          |
| C        | Marco Cirillo | Straelen        |          |

| Cessioni | Cessioni      | Cessioni           | Cessioni |
| R.       | Nome          | a                  | Modalità |
| -------- | ------------- | ------------------ | -------- |
| C        | Mohamed Cissé | Schwarz-Weiß Essen |          |
| P        | Daniel Dudek  | Westfalia Herne    |          |
| C        | Niko Bosnjak  | TuS Bövinghausen   |          |
| D        | Kian Ličina   | ASC 09 Dortmund    |          |

## Risultati

### Regionalliga Ovest

#### girone di andata
| Arbitro: | Ulankiewicz |

|                                                      |           |          |
| Wooten 16’ Teklab 45’ (rig.) Hahn 79’ Ghindovean 81’ | Marcatori | 13’ Sané |

| Arbitro: | Benkhoff |

|              |           |                                                            |
| Yeşilova 55’ | Marcatori | 9’ D'Hone 25’ Rama 60’ Schweers 70’ (rig.) Pires-Rodrigues |

| Arbitro: | Gansloweit |

|                                                                                   |           |  |
| Dej 37’ Özkara 46’ (rig.), 74’ Sezer 58’ Bulut 65’ Holldack 81’, 88’ Marzullo 83’ | Marcatori |  |

| Arbitro: | Visse |

|                                               |           |  |
| Knabe-Lerche 23’ (rig.) Yanik 45’ Bosnjak 83’ | Marcatori |  |

| Bochum 19 agosto 2022, ore 19:30 CEST 5ª giornata | Wattenscheid 09 | 0 – 0 referto | Wiedenbrück | Lohrheidestadion (843 spett.)\| Arbitro: \| Weßels \| |
| Arbitro:                                          | Weßels          |               |             |                                                       |

| Arbitro: | Lahora-Chulian |

|                                       |           |                              |
| Abel 27’ Esser 42’ (aut.) Platzek 65’ | Marcatori | 8’ Lucas 43’ (aut.) Goralski |

| Arbitro: | Rupert |

|          |           |                    |
| Sané 79’ | Marcatori | 24’ Ramaj 85’ Held |

| Arbitro: | Marx |

|                         |           |                   |
| Naderi 1’ Telalović 88’ | Marcatori | 16’, 49’ Yeşilova |

| Arbitro: | Mynarek |

|  |           |                                                       |
|  | Marcatori | 33’ Dünnwald 41’ (aut.) Esser 71’ Cirillo 74’ Vicario |

| Arbitro: | Habibi |

|                             |           |                     |
| Schmid 8’, 11’ Nadjombe 82’ | Marcatori | 32’ Meier 48’ Tunga |

| Arbitro: | Lütke-Kappenberg |

|  |           |                      |
|  | Marcatori | 47’ Matter 65’ Maier |

| Arbitro: | Severins |

|                                   |           |  |
| Marčeta 27’ Kurzen 40’ Schaub 75’ | Marcatori |  |

| Arbitro: | Esch |

|                      |           |              |
| Meier 6’, 25’ (rig.) | Marcatori | 80’ Kyerewaa |

| Arbitro: | Mynarek |

|                              |           |            |
| Tsuda 67’ Pazurek 90’ (rig.) | Marcatori | 62’ Yildiz |

| Arbitro: | Besong |

|                  |           |           |
| Meier 84’ (rig.) | Marcatori | 79’ Heinz |

| Arbitro: | Lütke-Kappenberg |

|            |           |                            |
| Geimer 19’ | Marcatori | 90’ Meier 90’ Knabe-Lerche |

| Arbitro: | Lahora-Chulian |

|                                   |           |                                 |
| Knabe-Lerche 65’, 75’, 90’ (rig.) | Marcatori | 9’ Kalonji 18’ (rig.) Brechmann |

#### Girone di ritorno
| Arbitro: | Aarts |

|                                                                 |           |                                                            |
| Meier 43’ (rig.) Knabe-Lerche 48’ (rig.) Yildiz 78’ Brdaric 90’ | Marcatori | 11’ Wooten 13’, 44’ Wegkamp 41’ (rig.) Lorenz 90’ Scherder |

| Arbitro: | Ulankiewicz |

|                                            |           |                                 |
| Güler 6’, 72’ Stiepermann 24’ Hagemann 54’ | Marcatori | 51’ (rig.) Meier 69’ Jakubowski |

| Arbitro: | Liedtke |

|                                                                |           |                          |
| Meier 54’ Knabe-Lerche 61’ (rig.) Sané 63’ Holldack 79’ (aut.) | Marcatori | 29’, 77’ Kahlert 40’ Dej |

| Arbitro: | Schuh |

|                                                                            |           |  |
| Stanilewicz 22’ Lokotsch 34’, 89’ Marquet 70’ (rig.) Willms 72’ Scholz 86’ | Marcatori |  |

| Arbitro: | Kost |

|                        |           |  |
| Ruzgis 39’ Karahan 75’ | Marcatori |  |

| Arbitro: | Koj |

|                  |           |                                        |
| Knabe-Lerche 55’ | Marcatori | 25’ Platzek 86’ Fejzullahu 90’ Beckert |

| Arbitro: | Rupert |

|                                  |           |  |
| Mause 6’ Held 57’ Korzuschek 74’ | Marcatori |  |

| Arbitro: | Lütke-Kappenberg |

|                       |           |                                         |
| Knabe-Lerche 64’, 83’ | Marcatori | 66’ Beckhoff 78’ Lieder 90’ Büyükarslan |

| Arbitro: | Gottschalk |

|          |           |                               |
| Mata 84’ | Marcatori | 30’ Casalino 62’ Knabe-Lerche |

| Arbitro: | Schöneseiffen |

|                         |           |                                   |
| Brdaric 23’ Roscher 48’ | Marcatori | 17’ (rig.), 75’ Schlax 87’ Schmid |

| Arbitro: | Kabalakli |

|                                          |           |  |
| Halbauer 33’ Matter 60’ Mika 66’ Lee 78’ | Marcatori |  |

| Arbitro: | Benkhoff |

|  |           |                               |
|  | Marcatori | 66’ Marčeta 82’ (rig.) Kurzen |

| Arbitro: | Habibi |

|                                   |           |  |
| Sané 65’, 70’ Kyerewaa 88’ (rig.) | Marcatori |  |

| Arbitro: | Damar |

|                             |           |                                                                      |
| Cirillo 6’ Knabe-Lerche 39’ | Marcatori | 5’ (rig.) Pazurek 10’ Wirtz 20’ Pjetrovic 73’ Hammel 90’ Alajbegović |

| Arbitro: | Exuzidis |

|                    |           |              |
| Klaß 16’ Heinz 82’ | Marcatori | 53’ Casalino |

| Arbitro: | Schäfer |

|           |           |                           |
| Kesim 23’ | Marcatori | 81’ Clemens 90’ Stromberg |

| Arbitro: | Torres |

|  |           |                                      |
|  | Marcatori | 13’ Brdaric 55’ Schurig 58’ Casalino |

## Statistiche

### Statistiche di squadra
| Competizione | Punti | In casa | In casa | In casa | In casa | In casa | In casa | In trasferta | In trasferta | In trasferta | In trasferta | In trasferta | In trasferta | Totale | Totale | Totale | Totale | Totale | Totale | DR  |
| Competizione | Punti | G       | V       | N       | P       | Gf      | Gs      | G            | V            | N            | P            | Gf           | Gs           | G      | V      | N      | P      | Gf     | Gs     | DR  |
| ------------ | ----- | ------- | ------- | ------- | ------- | ------- | ------- | ------------ | ------------ | ------------ | ------------ | ------------ | ------------ | ------ | ------ | ------ | ------ | ------ | ------ | --- |
| Regionalliga | 24    | 17      | 4       | 2       | 11      | 27      | 42      | 17           | 3            | 1            | 13           | 18           | 51           | 34     | 7      | 3      | 24     | 45     | 93     | -48 |
| Totale       | 24    | 17      | 4       | 2       | 11      | 27      | 42      | 17           | 3            | 1            | 13           | 18           | 51           | 34     | 7      | 3      | 24     | 45     | 93     | -48 |

### Andamento in campionato
| Giornata  | 1  | 2  | 3  | 4  | 5  | 6  | 7  | 8  | 9  | 10 | 11 | 12 | 13 | 14 | 15 | 16 | 17 | 18 | 19 | 20 | 21 | 22 | 23 | 24 | 25 | 26 | 27 | 28 | 29 | 30 | 31 | 32 | 33 | 34 |
| --------- | -- | -- | -- | -- | -- | -- | -- | -- | -- | -- | -- | -- | -- | -- | -- | -- | -- | -- | -- | -- | -- | -- | -- | -- | -- | -- | -- | -- | -- | -- | -- | -- | -- | -- |
| Luogo     | T  | C  | T  | C  | C  | T  | C  | T  | C  | T  | C  | T  | C  | T  | C  | T  | C  | C  | T  | C  | T  | T  | C  | T  | C  | T  | C  | T  | C  | T  | C  | T  | C  | T  |
| Risultato | P  | P  | P  | V  | N  | P  | P  | N  | P  | P  | P  | P  | V  | P  | N  | V  | V  | P  | P  | V  | P  | P  | P  | P  | P  | V  | P  | P  | P  | P  | P  | P  | P  | V  |
| Posizione | 17 | 17 | 18 | 15 | 15 | 17 | 17 | 17 | 17 | 18 | 18 | 18 | 17 | 17 | 17 | 17 | 17 | 17 | 17 | 17 | 17 | 17 | 17 | 17 | 17 | 17 | 17 | 17 | 17 | 17 | 17 | 17 | 17 | 17 |

Legenda:

Luogo: C = Casa; T = Trasferta. Risultato: V = Vittoria; N = Pareggio; P = Sconfitta.

### Statistiche dei giocatori
| N. Bosnjak      | 10 | 1  | 0  | 0 |
| T. Brdaric      | 26 | 3  | 9  | 1 |
| P. Britscho     | 24 | 0  | 5  | 0 |
| B. Canbulut     | 11 | 0  | 1  | 0 |
| E. Candag       | 0  | 0  | 0  | 0 |
| F. Casalino     | 21 | 3  | 2  | 0 |
| M. Cirillo      | 13 | 1  | 4  | 0 |
| M. Cissé        | 2  | 0  | 0  | 0 |
| D. Dudek        | 0  | 0  | 0  | 0 |
| T. Esser        | 18 | 0  | 4  | 0 |
| M. Hinnenkamp   | 4  | 0  | 0  | 0 |
| S. Ihara        | 0  | 0  | 0  | 0 |
| N. Jakubowski   | 9  | 1  | 0  | 0 |
| O. Jessey       | 12 | 0  | 1  | 0 |
| T. Kaminski     | 24 | 0  | 12 | 0 |
| T. Kesim        | 12 | 1  | 0  | 0 |
| D. Knabe-Lerche | 23 | 12 | 7  | 3 |
| P. Kunz         | 0  | 0  | 0  | 0 |
| S. Köse         | 0  | 0  | 0  | 0 |
| C. Küper        | 1  | 0  | 0  | 0 |
| J. Lazarus      | 0  | 0  | 0  | 0 |
| M. Lewicki      | 4  | 0  | 0  | 0 |
| K. Ličina       | 4  | 0  | 0  | 0 |
| N. Lucas        | 21 | 1  | 2  | 0 |
| J. Malcherek    | 14 | 0  | 3  | 0 |
| J. Meier        | 23 | 8  | 8  | 1 |
| T. Müller       | 0  | 0  | 0  | 0 |
| K. Neufeld      | 19 | 0  | 2  | 0 |
| E. Renke        | 22 | 0  | 4  | 0 |
| S. Roscher      | 7  | 1  | 1  | 0 |
| K. Sané         | 25 | 3  | 3  | 0 |
| M. Schurig      | 25 | 1  | 7  | 2 |
| T. Sindermann   | 31 | 0  | 3  | 0 |
| B. Staudt       | 15 | 0  | 1  | 0 |
| S. Tunga        | 19 | 1  | 6  | 0 |
| F. Wiebel       | 12 | 0  | 2  | 0 |
| A. Yanik        | 10 | 1  | 0  | 0 |
| B. Yerlı        | 1  | 0  | 1  | 0 |
| E. Yeşilova     | 12 | 3  | 0  | 0 |
| U. Yildiz       | 30 | 2  | 0  | 0 |